# 武庫川女子大学附属中学校・高等学校
武庫川女子大学附属中学校・高等学校（むこがわじょしだいがくふぞくちゅうがっこう・こうとうがっこう）とは、兵庫県西宮市枝川町にある私立女子中学校・高等学校。学校法人武庫川学院が運営する武庫川女子大学の附属学校である。

## 概要
中学・高校・大学一貫教育が校是であり、昭和～平成初期には他大学への進学指導は行っていなかった。現在でも武庫川女子大学・同短期大学部に進学する生徒が85%以上を占める。一貫校として、大学の施設利用や相互の人材交流も行っている。
武庫川女子大学が2027年に共学化された後も付属中高は女子校のまま運営される。

## 沿革
- 1939年（昭和14年） - 武庫川高等女学校として開校。
- 1947年（昭和22年） - 新制・武庫川学院中学校となる。
- 1948年（昭和23年） - 新制・武庫川学院高等学校となる。
- 1995年（平成7年） - 中学校が武庫川女子大学附属中学校に、高等学校が武庫川女子大学附属高等学校に、それぞれ改称。
- 2004年 (平成16年) - 北特別教室が文化財として保護されることとなる。 (かつての鳴尾競馬場スタンド部)
- 2006年（平成18年） - 文部科学省よりSSH（スーパーサイエンスハイスクール）の研究指定を受ける（5年間）。
- 2008年（平成20年） - 「日中友好の庭」完成[2]。
- 2012年（平成24年） - 再度、文部科学省よりSSH（スーパーサイエンスハイスクール）の研究指定を受ける（5年間）。

## 教育課程
中学校・高等学校
出願時に以下のいずれかのコースを選択する。
- SOAR 探求コース
  - 中・高を通して、地元（鳴尾地区・西宮市・兵庫県）の各機関や武庫川女子大学と連携し、探究的な活動に取り組む。「本物」と直接触れることを重視し、この体験から、将来のあるべき自分を見つけていく事が出来るコース。
- SOAR グローバルサイエンスコース
  - これまでのＳＳＨの活動を継承し、科学的立場に立った探究的な活動に取り組み、グローバルリーダーとして、どの分野でも活躍できる女性の育成を目指します。国際感覚を身につけるべく、英語力の向上はもちろんのこと、異文化への理解を深めます。そして海外でのサイエンス研修も実施するコース。

## 部活動
原則として中学・高校合同で活動する。マーチングバンド・コーラス・放送部などが全国大会レベルで活躍する。
文化部
- 箏曲部
- マーチングバンド部
- コーラス部
- 書道部
- 放送部
- 文芸部
- 演劇部
- 英語部
- 地理（歴史）部
- 物理部
- 化学部
- 生物部
- 天文部
- 数学部
- 美術部
- オーケストラ部
- 家政部
- 被服部
- 園芸部
- 写真部
- 華道部
- 茶道部
- ボランティア部
- パソコン部

体育部
- 体操部
- 新体操部
- バレーボール部
- バスケットボール部
- バドミントン部
- 卓球部
- テニス部
- ソフトテニス部
- 創作ダンス部
- 陸上競技部
- 水泳部 - インターハイで総合優勝を達成している。
- ソフトボール部
- ハンドボール部
- バトントワリング部
- 剣道部
- 柔道部

## 寮
「むつみ寮」と称す。高校生のみ入寮可である。

## 著名な出身者
- 蘭寿とむ - 元宝塚歌劇団花組トップスター
- 壱城あずさ - 元宝塚歌劇団星組男役
- 濱田マリ - 女優・タレント
- 山口美也子 - 女優
- 大楠道代 - 女優
- 北野幹子 - 元漫才師
- 高殿円 - 小説家
- 大浦理子 - フリーアナウンサー
- 豊田早季 - ミュージカル俳優
- 橋本和花子 -  関西テレビアナウンサー